# KPM Si-Klasse
Die „Si“-Klasse der  niederländischen Reederei Koninklijke Paketvaart Maatschappij (KPM) war eine aus sechs Stückgutschiffen bestehende Schiffsklasse.

## Geschichte
1947 wurden die Liniendienste zwischen Holland und den Kolonien der Koninklijke Paketvaart Maatschappij und der Java-China-Paketvaart Lijnen (JCJL) zusammengeführt und die Mehrzahl der KPM-Schiffe von der JCJL, ab 1. Januar 1948 als Koninklijke Java-China-Paketvaart Lijnen (KJCPL), weiter betrieben. Für die KPM waren zum Zeitpunkt der Zusammenlegung der Linien noch Schiffe im Bau, beziehungsweise im Auftrag.

### Bau
Die Sechserserie der Si-Schiffe wurde in den Jahren 1948 bis 1950 von der Werft C. van der Giessen & Zonen in Krimpen aan den IJssel gebaut. Im Februar 1949 konnte die Reederei das Typschiff Sinabang von der Werft übernehmen. Das letzte Schiff des Sixtetts, die Sibigo, wurde genau ein Jahr darauf im Februar 1950 abgeliefert. Die Sinabang und Siberoet wurden vor dem Zusammenschluss der KPM mit der KJCJL abgenommen. Die Sigli und Silindoeng wurden von der KJCJL gechartert und von KJCPL-Offizieren besetzt. Die Siaoe und Sibigo liefen nach  dem Zusammenschluss weiter unter der KPM-Flagge.

### Einsatz
Die Schiffe wurden von Europa auf den Fernrouten nach Ostasien, Australien, Ost- und Südafrika eingesetzt. In der Hauptsache bestand die Ladung aus Stückgütern aller Art, Teilkühlladungen, auch wurden einzelne Schwergutladungen übernommen und nennenswerte Zahlen an Passagieren befördert. Zum 1. Januar 1967 fusionierte die KPM mit den Tochtergesellschaften Hollandse Vrachtvaart Maatschappij (HVM) und Nederlandse Tank- en Paketvaart Maatschappij (NTPM) auch formal mit der KJCPL. Die Schiffe wurden bald nach der Fusion verkauft.

### Spätere Karriere
1967/68 wurden vier der Schiffe an die singapurische Reederei Pacific International Lines verkauft, die sie ebenfalls in der Linienfahrt einsetzte. Die anderen beiden Schiffe gingen 1968 und 1969 zur Reederei Tunas des chinesischstämmigen Singapurers Tong Djoe. Die Schiffe blieben bis Ende der 1970er, Anfang der 1980er Jahre in Fahrt und wurden dann zur Verschrottung veräußert.

## Technik
Die sechs Einheiten waren als Dreiinselschiff mit großen mittschiffs angeordneten Decksaufbauten und herkömmlichen Ladebäumen ausgelegt und mit Kühlladeräumen zur Übernahme von Kühlladung ausgerüstet. Als Antrieb dienten Sulzer Fünfzylinder-Zweitakt-Dieselmotoren mit einer Leistung von 1300 PS, die als Lizenzbauten von De Schelde und Werkspoor zugeliefert wurden.

## Die Schiffe
| Die KPM „Si“-Klasse | Die KPM „Si“-Klasse | Die KPM „Si“-Klasse | Die KPM „Si“-Klasse             | Die KPM „Si“-Klasse                                                                   |
| ------------------- | ------------------- | ------------------- | ------------------------------- | ------------------------------------------------------------------------------------- |
| Bauname             | Baunummer           | IMO- Nummer         | Stapellauf Ablieferung          | Umbenennungen und Verbleib                                                            |
| Sinabang            | 735                 | 5328902             | 11. September 1948 Februar 1949 | 1967 Kota Naga, ab 9. Januar 1981 durch Gilani Traders in Gadani verschrottet.        |
| Siberoet            | 736                 | 5326784             | 5. November 1948 2. Juli 1949   | 1967 Kota Singa, ab 2. April 1983 durch National Shipbreakers in Jurong verschrottet. |
| Siaoe               | 737                 | 5326758             | 7. Mai 1949 August 1949         | 1969 Sumber Tunas I, 1982 in Chittagong verschrottet.                                 |
| Sigli               | 743                 | 5327415             | 10. Juni 1949 September 1949    | 1968 Kota Eagle, ab 13. Februar 1981 durch Gilani Traders in Gadani verschrottet.     |
| Silindoeng          | 746                 | 5327831             | 23. März 1949 17. Dezember 1949 | 1968 Sumber Tunas, 1992 im Register gelöscht.                                         |
| Sibigo              | 747                 | 5326796             | 30. November 1949 Februar 1950  | 1968 Kota Machan, ab 15. April 1981 durch M. J. Enterprises verschrottet.             |